# Katayoon Shahabi
Katayoon Shahabi (1968, Irã) é uma produtora cinematográfica iraniana.